# Urca

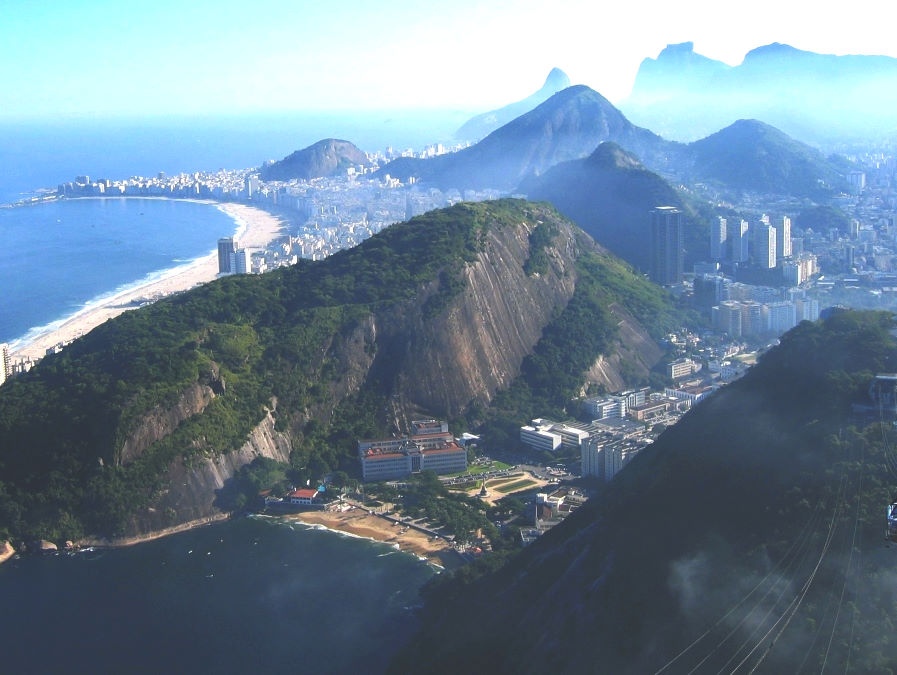
Urca und die Praia Vermelha im Vordergrund

Urca ist ein vergleichsweise junger Stadtteil im Süden Rio de Janeiros. Der Name entstand aus der Abkürzung des Bauprojekts Urbanização Carioca. Dieses städtebauliche Projekt, das im Wesentlichen seit den 1920er Jahren verwirklicht wurde, erweiterte die Bebauung Rio de Janeiros, die sich bis zum 19. Jahrhundert nur bis zum westlich angrenzenden Stadtteil Botafogo sowie auf den Bereich des Palácio Universitário der Universidade Federal do Rio de Janeiro in Urca erstreckt hatte. Der Morro da Babilônia trennt Urca vom südlich gelegenen Stadtteil Leme, der in einem Bauboom etwa derselben Zeit entstand.
Am Fuße des Zuckerhuts gelegen, befindet sich die Talstation des Bondinho, der Seilbahn zum Gipfel des Zuckerhuts. Hinter der berühmten Praia Vermelha (Roter Strand) beginnt der Kletterweg auf den Zuckerhut.